# Heliconius elegans
Heliconius elegans är en fjärilsart som beskrevs av Gustav Weymer 1893. Heliconius elegans ingår i släktet Heliconius och familjen praktfjärilar. Inga underarter finns listade i Catalogue of Life.